# Льюис Глин Коти
Лью́ис Глин Ко́ти (валл. Lewys Glyn Cothi; также известен как Лли́велин и Глин, валл. Llywelyn y Glyn; около 1425 — 1490) — валлийский поэт, относимый к группе «поэтов благородных»; автор многочисленных стихотворений на валлийском языке.
Поддерживал Генри Тюдора, из-за чего на некоторое время был изгнан из Уэльса. Считается составителем большей части «Белой книги из Хергеста» (валл. Llyfr Gwyn Hergest) — ныне утраченной средневековой уэльской рукописи, важного источника сведений по истории Уэльса.
В 1953 году Национальной библиотекой Уэльса и издательством Уэльского университета опубликовано полное собрание сочинений Коти под редакцией Э. Д. Джонса.